# El Quibián
El Quibián o el Quibià va ser un rei indígena els dominis del qual es trobaven a la conca del riu Yebra o Quiebra, avui anomenat riu Belen, a la costa del Carib de l'actual República de Panamà, van ser visitats, esclavitzats i massacrats per la guerra que va portar Cristòfor Colom al seu quart viatge, a principis de 1503.

## Història
Quan Cristòfor Colom va fer el seu quart viatge, va tenir notícies de l'existència d'or en aquella part de la costa, i va deixar a la rodalia del riu Betlem al seu germà l'avançat Bartomeu Colom, que el gener de 1503 va fundar allí el seu primer establiment, mentre l'almirall pensava encaminar-se a Portobello per tornar a Espanya. Havent tingut Cristòfor Colom notícies de qui era Quibián, va encarregar al seu germà que anés a visitar-lo, i aquest ho va fer remuntant el riu en bots ben armats, per espai de llegua i mitja, fins a arribar a la residència del cacic, que, assabentat de la visita, va sortir a rebre al avanzado acompanyat de nombroses canoes. Segons les cròniques, era Quibián alt, ben format i de continent guerrer, i va lliurar a l'avançat els adorns d'or que portava, a canvi d'algunes llaminadures. L'endemà Quibián va anar a visitar els vaixells, on va ser molt ben rebut per Cristòfor Colom ; però el cacic es va mostrar recelós. Passats alguns dies de mal temps, Bartomeu Colom va tornar a pujar pel riu amb 68 homes armats a la recerca de les mines d'or, i va arribar fins al poblat de Quibián, situat al peu d'un turó. Quibián anava nu i pintat a estil del país, i per rebre Colom seia en una pedra a tall de tron, que prèviament havia rentat amb molta cura un dels seus súbdits. A l'entrevista va oferir al avanzado mostrar-li les mines d'or, i li va donar tres guies per acompanyar-lo, amb els quals, deixant alguna de la seva gent per guardar els bots, es va internar Colom sis llegües fins a arribar a uns boscos espessos, on els guies van dir estar les mines i en què efectivament s'observava l'existència de gran quantitat d'or.
Bartolomé Colón va tornar satisfet als vaixells i va manifestar el seu descobriment al seu germà, més, aviat va esbrinar aquest que aquelles terres auríferes pertanyien a un cacic enemic de Quibián, que havia volgut així alliberar-se de la presència dels espanyols i posar-los en pugna amb els seus enemics, i es va assabentar també que les mines que els indígenes anomenaven de Veragua estaven més a prop i eren més riques. Va decidir llavors Colom fundar allí un establiment, al front del qual va deixar el seu germà, i ell es va disposar a tornar a Espanya.

## Comencen els problemes
Quibián, en veure que els espanyols es preparaven per quedar-se a les seves terres, va voler destruir-los, i va fer acudir a moltes de les seves gents a pretext de fer la guerra a una tribu veïna. Un dels homes de Colom, anomenat Diego Méndez, va recelar de les intencions del cacic, i va anar amb Rodrigo de Escobar, que es va prestar a acompanyar-lo fins a l'estada de Quibián, a qui no va poder veure, si bé va aconseguir trobar proves dels seus designis, que, per altra banda, van ser confirmades per un indi afecte als espanyols, segons el qual, volia assaltar de nit l'establiment, incendiar-lo i matar tots els estrangers.
Bartomeu Colom va resoldre llavors avançar-se al seu enemic, arrestar-lo i apoderar-se del poblat, i per a això va embarcar en els bots amb 74 homes ben armats el 30 de maig de 1503, i va remuntar el riu fins a la residència de Quibián. Aquest li va enviar un emissari suplicant-li que no entrés a casa seva, segons sembla, per por que els espanyols veiessin les seves dones; però Bartomeu Colom no va fer cas i es va avançar amb cinc homes, encarregant als altres que el seguissin cautelosament de dos en dos. El Quibià va sortir a la porta de casa seva per rebre Colom i li va demanar que s'acostés sol. Així ho va fer l'avançat, però a un senyal determinat els seus cinc acompanyants el van ajudar a prendre el cacic i lligar-lo de peus i mans. Els restants espanyols van envoltar i van arrestar 50 persones que hi havia a dins, molts d'ells esposes i fills de Quibián; però no hi va haver vessament de sang.
Fet això, va quedar Colom per perseguir els indis fugitius, i va ordenar al pilot Juan Sánchez que conduís els captius als vaixells als bots, on Quibián va ser lligat de peus i mans. Quibián a força de queixes, va aconseguir que li afluixessin les lligadures, i aprofitant la foscor de la nit, es va llançar a l'aigua i va aconseguir arribar a terra. Dels altres indis que anaven als bots alguns van imitar el seu exemple o es van donar mort.
Ansioso Quibián de venjar-se, va ajuntar gran nombre de guerrers i es va aproximar calladament al campament dels espanyols que havien quedat a terra, i que, creient als indis acovardits, descansaven confiats. Els indis van començar a llançar les seves llances i fletxes a les casa del poble, ferint alguns espanyols i matant un d'ells, però aquests es van refer dirigits pel mateix avanzado, a qui després es va unir Méndez amb un altre grup, i van espantar els indis, causant gran nombre de baixes. No obstant això, sabedor Cristòfor Colom del succeït, va tornar de Portobello, on es trobava en aquell temps, i va recollir en els seus vaixells al seu germà i altres companys, quedant així llavors abandonat el nou establiment.
A partir de llavors res no es va tornar a saber de Quibià.